# 空包

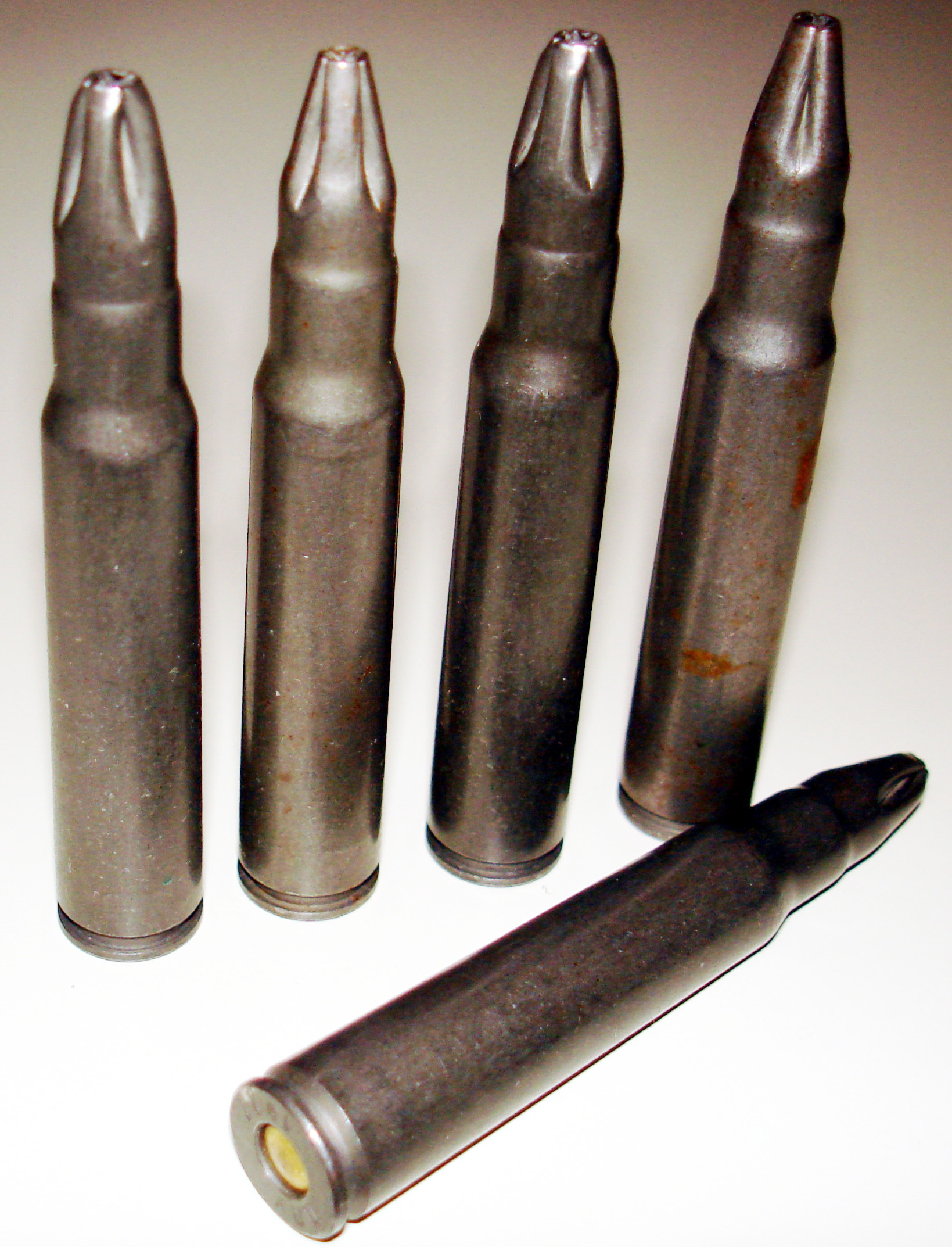
ユーゴスラビア軍の使用する7.9mm（7.92x57mmモーゼル弾）空包。円滑に銃器へ装填できるよう、先端部は実弾に似た先細り形状に成形されている。全体が一体構造となっているため、使用時に先端部が発射されることはなく、先端の穴からワッズと火薬ガスだけが噴出する。

空包（くうほう）は、小火器に用いる弾薬の一種であり、内部に火薬が収められているが、弾丸や鉛の散弾などは詰められていない。発射時、空包は閃光や発射音を作り出す。
空包を撃つこと、または実弾を込めていない銃を「空砲」という。

## 概要
空包は、しばしば演技（歴史的事件の再演、演劇、映画の特殊効果）や訓練、信号（競技に使用するスターティングピストル）に用いられる。
火器の取り扱い訓練や作動試験に使われる、推薬や雷管を除去した不活性な弾薬は模擬弾と称され、空包と区別される。
特殊な空包はまた、その射出力によって、野外での様々な建築や射撃競技、漁に用いられている。

## 使用法

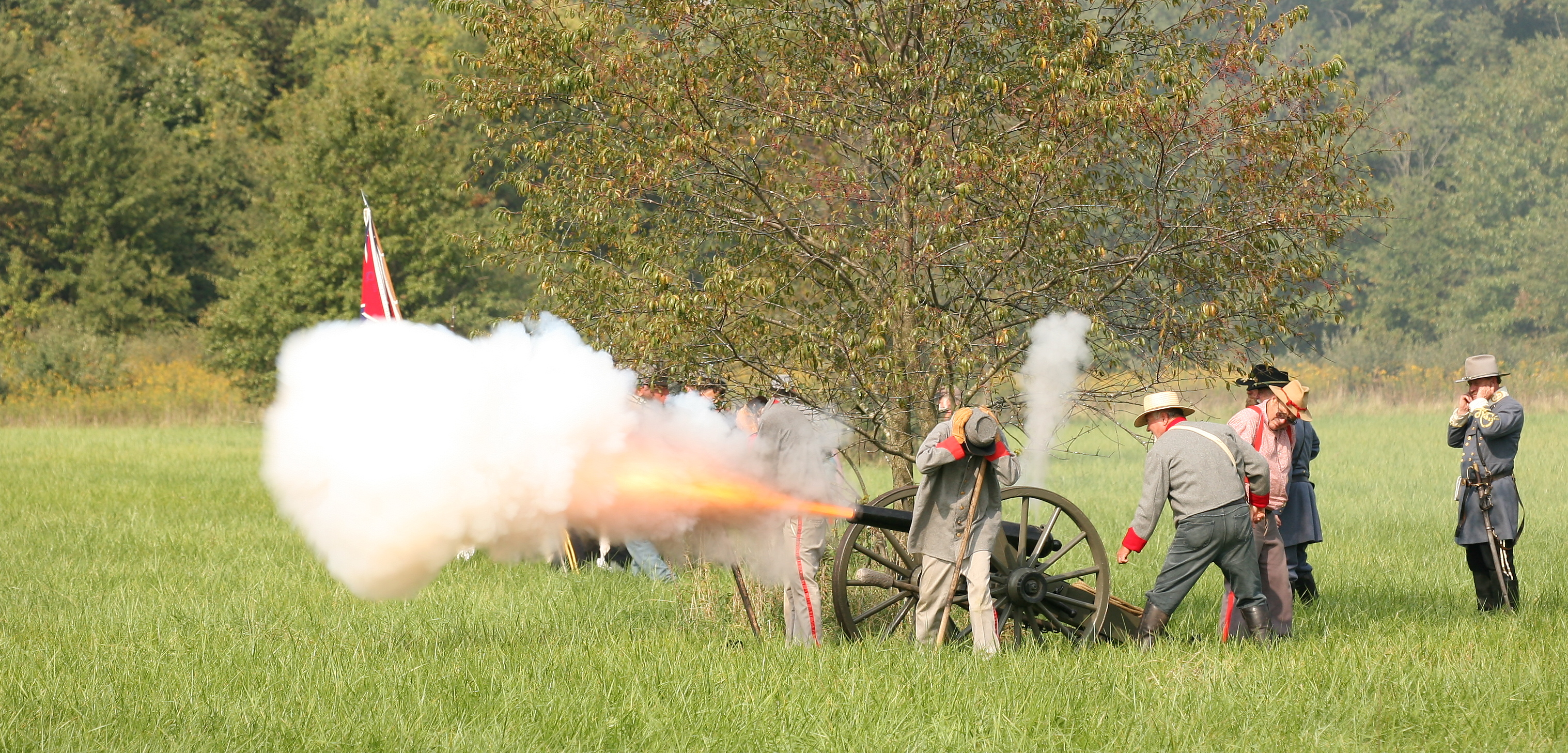
南北戦争の再演時における、大砲の空包射撃

空包は通常、発砲の音響と閃光が必要で、一方で弾丸を飛ばすと危険な場合に使用される。軍隊の演習や、礼砲・弔銃などの儀式、映画で必要とされる銃撃戦や、競技開始の信号に使われるスターティングピストル、あるいはカウボーイ乗馬射撃のようなスポーツ用途である。江戸時以前の日本においては、農作物を食害から守るために鉄砲を用いる場合、空砲の音響で害獣を追い払うものを威筒（おどしつつ）と称した。
通常、軍隊などが自動火器を空包で使用する際には、特別な空包用アダプターを銃身の先端に装着する。これは、空包から発生する燃焼ガスを圧縮し、自動火器が継続的に作動するために十分な時間と腔圧を維持する。また空砲用アダプターは、燃え残った火薬や後述のワッズ（火薬の栓）が前方へ直接飛び散るのを防止する。
映画における使用では、しばしば特別に設計された空包が小火器で射撃されるが、これは、実弾では安全のための許容量から充填できない火薬の分量を増強している。自動火器の場合には実銃らしく見えるよう、銃身の先端に空砲用アダプターを装着するのではなく、銃身の内腔に燃焼ガスを制御する絞りが組み込まれる。アメリカで開発されたファイブ・イン・ワン空包は、口径や薬室の寸法が異なるさまざまな銃器（西部劇でポピュラーな38-40口径および44-40口径のライフルや、38-40口径、44-40口径、そして45口径のリボルバー）で共用できるよう設計されている。また屋内や動物がいる場所での撮影には、通常よりも火薬の量を減らしたファイブ・イン・ワン空包が用いられた。
発射体すなわち弾丸は必要ないが、弾薬装薬の燃焼による推進力が必要とされる用途向けに、特別な空包が使用された。ライフルグレネードの投射のために専用の空包がよく用いられた。とはいえ、いくつかの形式のライフルグレネードは、内部を弾丸が通過できるバレットスルー構造や、グレネード後部で弾丸を直接受け止めるバレットトラップ構造を採用しているので、専用空砲ではなく実弾を使用できるように作られていた。より大きな空包は、モスバーグM500散弾銃のライン投射キットのように、船舶などで綱を投射する銃にも用いられる。

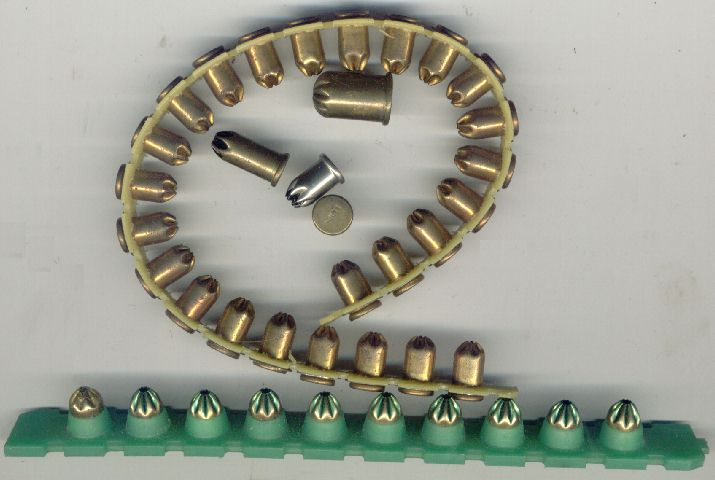
釘打ち銃に用いられる空包

空包におけるリムファイア（縁打ち式）カートリッジは、通常「パワーロード」と呼ばれている。これらは、いくつかの釘打ち銃で使われており（ネイルガン）、火薬の燃焼ガスが重たいピストンを前進させて釘を叩き出す、その力は釘全体が鋼やコンクリートに埋まり込むのに十分なほどである。
いくつかの様式の早射ち大会では、特別な空包を使用する。これは、層状に緩燃性のライフル用発射薬を詰め、先端には薄く速燃性の拳銃用発射薬を詰めている。拳銃用の発射薬は緩燃性のライフル用発射薬に点火し、発砲炎は散弾銃の実包のように銃口の外へ出る。燃える火薬は完全に燃焼する前に数ヤードほど飛び散るだけであるが、これは、大会で的に使われる風船を燃えあがらせるのには十分な威力を持っている。またワックス製の弾丸は、非致死性の投射物が必要とされるこうした大会や訓練では広く使われている。
銃殺刑においては、射撃隊のうちの一人に空包を使わせることがある。死刑執行の射撃隊にランダムに選ばれてしまった各兵士にとっては、誰か一人には空包が渡されているという事実は「自分は実弾を撃たなかったかもしれない」ということから気休めとなるかもしれないという心理的効果を狙ったものであった。この習慣は、薬莢式の武器以前にさかのぼるもので、前装式のマスケットの場合は、球状の弾丸なしで装填がなされた。しかし、実際には反動が異なることから、射手にとって空包であったか実弾であったかは明白であった。

## 危険性
空包は近距離で射撃されると、しばしば死亡や重傷といった結果を招く。弾頭を持たないことから一見して無害と誤解される場合もあるが、実際には事故防止策が必要となる。
火薬がこぼれ出ることを防ぐために、空包にはワッズ（Wad）と呼ばれる紙、木、またはプラスチック製の栓が詰められている。このワッズは近距離では盲管銃創ないし貫通銃創を、中距離では打撲傷を負わせる。空包の射撃時には、銃口から高速で高熱の燃焼ガスも生じる。この高速の燃焼ガスは、近距離では重傷を引き起こす。
また、もし小さな異物が銃口部に付着している場合、これは重傷や致死性の傷を負わせる能力を持ち、弾丸と同程度の速度で放出される。空包はまた大きな発射音で射手や周囲の人物の聴力を損ねたり、近隣住民に迷惑をおよぼすことがある。
的を撃つための弾丸であるワッドカッターを詰めた実包や、ナガンと呼ばれるリボルバー用の実包は、弾丸が薬莢の口から突き出ていないために空包と間違われることがある。散弾銃用のスネークショットや、ライフル銃や拳銃で防疫のネズミ駆除に使用されるラットショットは、弾丸を押さえるためにボール紙やプラスチックで栓をしているか、薬莢の前端が折り込まれたりしており、これが空包とよく類似している。

## 死亡事故
一般に、空包による死亡や重傷は、空包の破壊力を知らない人々によって射撃されるときに引き起こされる。
特に、俳優は映画セットの上で使われる空包によって、深刻なけがをする危険性にさらされている。幾人かの有名な俳優が、そうした災難のために死亡した。
- ブランドン・リーは、撮影中の誤射事故で死亡した。相手役の俳優が小道具の回転式拳銃（実銃）で空包を発砲した際、銃身の中に残置していた弾丸が推進され、この銃弾を受けたことによる。この事故に先立ってダミーの弾薬を使った発砲シーンが撮影されていたが、これは実包から火薬だけを抜いたもので、弾丸と雷管が残されていた。先のシーンで雷管を外していなかったこと、そして銃身の中に異物（雷管の圧力だけでは進み切れず止まっていた弾丸）があると確認しなかったことが事故の原因となった。
- ジョン・エリック・ヘクサムは、テレビドラマの撮影中に、空包を装填した回転式拳銃を頭に当てて発砲したために死亡した。事前に空包が一発を残して抜かれて、あたかもロシアンルーレットのようになっていたが、まさにその一発が撃発されてしまった。彼は、本当に空包のワッズには頭蓋骨を貫通するような力があるとは信じていなかった。破砕された頭蓋骨は脳の深くに達していた[5]。